# Lisa Kaltenegger
Lisa Kaltenegger ( Kuchl, 4 marzo de 1977) es una astrónoma austriaca experta en el modelado y la caracterización de exoplanetas y la búsqueda de vida. El 1 de julio de 2014 fue nombrada profesora asociada de astronomía en la Universidad Cornell. Anteriormente, ocupó un cargo conjunto en el Instituto Max Planck de Astronomía en Heidelberg, donde fue la Líder del Grupo de Investigación Emmy Noether para el grupo "Super-Tierras y Vida", y en el  Centro Harvard-Smithsonian de Astrofísica en Cambridge, MA. Fue nombrada profesora en 2008 en la Universidad de Harvard y en 2011 en la Universidad de Heidelberg.

## Carrera académica
Kaltenegger se licenció en astrofísica en 1999 en la Universidad Karl Franzens en Graz, Austria; una maestría en física e ingeniería en 2001 de la Universidad de Tecnología de Graz; y un doctorado en astrofísica en 2005 de la Universidad Karl Franzens. Su doctorado fue galardonado con Sub auspiciis Praesidentis por el presidente austriaco.
Kaltenegger es conocida por sus estudios de las atmósferas de planetas extrasolares, especialmente los parecidos a la Tierra y es pionera en el estudio de la Tierra como un objeto astronómico que evoluciona en el tiempo. Estudió el cambio en la huella digital espectral de la Tierra como una comparación con las etapas evolutivas de los exoplanetas similares a la Tierra para generar una "Tabla de ID de Alien" - señalando que a medida que la biología y la geología cambian la Tierra a través de las edades, su apariencia es un telescopio que la observa. Las estrellas distantes también cambiarían. También investigó la capacidad de futuros telescopios como el telescopio espacial James Webb para detectar evidencia de vida usando biomarcadores espectrales (biofirmas) y generó los primeros espectros de la Tierra vistos como un exoplaneta en tránsito  en 2009, concluyendo que será un problema difícil para JWST y se necesitan telescopios futuros más grandes para encontrar formas de vida en muchos planetas.
En 2009, debatió cómo se puede determinar la habitabilidad de las lunas alrededor de planetas gigantes, coincidiendo con la sugerencia de tal luna en la película Avatar.
En 2010, exploró si sería posible observar actividad geológica, que es muy importante para la habitabilidad, en exoplanetas, y descubrió que alrededor de unas 10 veces las erupciones de Pinatubo podrían detectarse alrededor de los exoplanetas más cercanos, lo que nos muestra si otros planetas son similares a nuestra Tierra. En 2011, lideró un equipo para modelar la huella digital espectral de Gliese 581 d, uno de los primeros planetas de velocidad radial que se descubrieron en la zona habitable de su estrella.
En 2013, formó parte del equipo que anunció el descubrimiento de los dos primeros planetas Kepler potencialmente habitables, con radios más pequeños que 2 radios terrestres en la zona habitable de sus estrellas, Kepler-62e y Kepler-62f, e investigó si estos planetas aún podían ser habitables y cómo se verían sus espectros si fueran mundos acuáticos. Desde 2009 también presta sus servicios en el Instituto Astrobiológico de la NASA así como en el Grupo de Análisis del Programa de Exploración de Exoplanetas de la (Exo-PAG). Desde el 1 de julio de 2014 es Associate Professor (profesora asociada) en la Universidad de Cornell, desde 2015 es directora del Instituto Carl Sagan  y forma parte del Satélite de Sondeo de Exoplanetas en Tránsito (TESS) y del equipo científico de FGS/NIRISS.

## Honores
En su honor el asteroide 7734 Kaltenegger lleva su nombre.  En 2007, la revista Smithsonian la nombró Joven Innovadora de las Artes y las Ciencias de Estados Unidos y recibió el Premio Paul Hertelendy para Jóvenes Científicos Destacados en el Centro Smithsoniano de Harvard para Astrofísica. En 2012, fue nombrada modelo de conducta de la CE para las mujeres en la investigación y la campaña científica de la UE y recibió el premio Heinz Maier-Leibnitz-Preis en física, que se otorga anualmente a solo seis jóvenes investigadores en todos los campos de la ciencia en Alemania. En 2013, fue seleccionada como PI para la Simons Origins of Life Initiative (Iniciativa Orígenes de la Vida Simons), así como PI para el Instituto Japonés de Ciencias de la Tierra y la Vida (ELIS). En 2014 recibió el Premio Doppler Cristiano de la ciudad de Salzburgo por Ciencia e Innovación.